# Nam Szongcshol
Nam Szongcshol (hangul: 남성철, handzsa: 南成哲, RR: Nam Song-chol; Phenjan, 1982. május 7. –) észak-koreai válogatott labdarúgó.

## Pályafutása

### Klubcsapatban
2003 és 2017 között az Április 25 csapatában játszott, melynek színeiben hét alkalommal (2003, 2010, 2011, 2012, 2013, 2015, 2017) nyerte meg az észak-koreai bajnokságot. 

### A válogatottban
2003 és 2010 között 52 alkalommal játszott az észak-koreai válogatottban és 3 gólt szerzett Részt vett a 2010-es világbajnokságon, a Portugália elleni csoportmérkőzésen csereként lépett pályára. Brazília és Elefántcsontpart ellen nem kapott lehetőséget.